# گلزاری، پاکستان
گلزاری (به انگلیسی: Gulzari) یک روستا در پاکستان است که در خیبر پختونخوا واقع شده‌است. گلزاری ۳۶۰ متر بالاتر از سطح دریا واقع شده‌است.